# Ligne de Varsovie à Dorohusk
```

```

La ligne de Varsovie à Dorohusk (ou ligne no 7) est une ligne ferroviaire de Pologne qui relie Varsovie à Dorohusk.

## Histoire
La ligne en entier est inaugurée le 17 août 1877.
L'électrification de la ligne s'étend de 1936 à 1984.

## Caractéristiques
Cette ligne est utilisée pour le transport de passagers et de marchandises. Dans l'état actuel de l'infrastructure, le temps de parcours d'un train rapide sur l'ensemble de la ligne est d'environ 3 heures.
En raison de la guerre en Ukraine, les trains s’arrêtent en gare de Lublin ou de Chełm.
Il y a 25 gares et arrêts sur l'ensemble de la ligne. Les gares ou les trains les plus rapides s’arrêtent sont : Varsovie Wschodnia, Otwock, Pilawa, Dęblin, Puławy Miasto, Nałęczów, Lublin Główny, Rejowiec et Chełm.

## Exploitation
Elle dessert la Gare centrale de Chełm.

## Vitesse de la ligne
Tableau des vitesses actifs pour la période 2023/2024 (sans les zones de travaux),, :
| Vitesse     | Vitesse          | Vitesse | Kilomètres | Kilomètres | Vitesse                   | Vitesse                   | Vitesse                   |
| Voie 1      | Voie 1           | Voie 1  | De         | À          | Voie 2                    | Voie 2                    | Voie 2                    |
| Locomotives | Unités multiples | Fret    | De         | À          | Locomotives               | Unités multiples          | Fret                      |
| ----------- | ---------------- | ------- | ---------- | ---------- | ------------------------- | ------------------------- | ------------------------- |
| 60          | 60               | 40      | 4.170      | 5.000      | 60                        | 60                        | 40                        |
| 80          | 80               | 40      | 5.000      | 6.250      | 80                        | 80                        | 60                        |
| 80          | 80               | 40      | 6.250      | 11.200     | 80                        | 80                        | 60                        |
| 110         | 110              | 60      | 6.250      | 21.400     | 110                       | 110                       | 60                        |
| 80          | 80               | 60      | 21.400     | 26.050     | 80                        | 80                        | 60                        |
| 120         | 120              | 120     | 26.050     | 28.850     | 120                       | 120                       | 120                       |
| 160         | 160              | 120     | 28.850     | 30.203     | 160                       | 160                       | 120                       |
| 160         | 160              | 120     | 30.203     | 55.600     | 160                       | 160                       | 120                       |
| 160         | 160              | 120     | 55.600     | 56.800     | 160                       | 160                       | 120                       |
| 160         | 160              | 120     | 56.800     | 99.350     | 160                       | 160                       | 120                       |
| 130         | 130              | 00      | 99.350     | 101.920    | 130                       | 130                       | 100                       |
| 100         | 100              | 80      | 101.920    | 107.223    | 100                       | 100                       | 80                        |
| 130         | 130              | 100     | 107.223    | 108.310    | 130                       | 130                       | 100                       |
| 160         | 160              | 120     | 108.310    | 123.445    | 160                       | 160                       | 120                       |
| 130         | 130              | 100     | 123.445    | 124.445    | 130                       | 130                       | 100                       |
| 160160      | 160160           | 120     | 124.445    | 166.600    | 160                       | 160                       | 120                       |
| 140         | 140              | 100     | 166.600    | 171.817    | 140                       | 140                       | 100                       |
| 100         | 100              | 80      | 171.817    | 182.090    | 100                       | 100                       | 80                        |
| 120         | 120              | 80      | 182.090    | 228.400    | 120                       | 120                       | 80                        |
| 100         | 100              | 80      | 228.400    | 228.860    | 100                       | 100                       | 80                        |
| 120         | 120              | 80      | 228.860    | 248.400    | 120                       | 120                       | 80                        |
| 90          | 90               | 65      | 248.400    | 263.800    | 80                        | 80                        | 65                        |
| 90          | 90               | 65      | 263.800    | 264.700    | 90                        | 90                        | 65                        |
| 120         | 120              | 50      | 264.700    | 268.570    | Voie unique (voir Voie 1) | Voie unique (voir Voie 1) | Voie unique (voir Voie 1) |
| 90          | 90               | 50      | 268.570    | 269.470    | Voie unique (voir Voie 1) | Voie unique (voir Voie 1) | Voie unique (voir Voie 1) |
| 50          | 50               | 50      | 269.470    | 271.533    | Voie unique (voir Voie 1) | Voie unique (voir Voie 1) | Voie unique (voir Voie 1) |